# Blessed by a Broken Heart
Blessed by a Broken Heart fue una banda de metalcore melódico, con una gran influencia del glam metal, procedente de Montreal, Canadá.

## Historia
su primer disco fue All Is Fair In Love and War,  Blood & Ink Records en 2004, fue en el género metalcore.
Formados como banda en 2003 por concepto de Frank Shooflar Hoare y Tyler. 
En 2005, se agregó un guitarrista pizca de estilo, Shred Sean, desde Nueva York, y comenzó a evolucionar hacia una más de los 80 / hair metal / pop. Al año siguiente, que gira en el Reino Unido en un lleno total como cabeza de cartel de gira con Enter Shikari. [1] 
En enero de 2007, después de la adición del vocalista Tony Gambino, que firmó con Century Media, [2] que los enviaron al estudio de grabación. La banda pasó de abril a La Granja en Vancouver con el productor e ingeniero GGGarth Richardson Ben Kaplan, grabación de lo que se convertiría Pedal To The Metal. El resto de 2007 se gastaron los EE. UU. de gira con The Devil Wears Prada, un día para recordar y MYBRIDE MYCHILDREN; [3] y luego se unieron a Kittie, It Dies Today, Silent Civilian, y Bring Me the Horizon para otro golpe EE. UU. 
A mediados de enero de 2008, regresaron a Europa, de nuevo con Bring Me The Horizon, Maroon y Arquitectos. [4] Se terminó la gira con una serie de fechas como cabeza de cartel en el Reino Unido con Azriel y dividiendo la línea. Después de esa gira, desde hace mucho tiempo los miembros del ritmo guitarrista Robbie Hart y el teclista Simon Foxx fueron expulsados de la banda. 
Pasaron el verano de 2008, sobre la "Scream The Prayer" gira por EE. UU., con otras bandas cristianas notables como Sleeping Giant, muerte inminente, y la guerra de todas las gentes. 
Pedal To The Metal se publicó dieciséis meses después de la grabación del álbum por Century Media en Europa en agosto de 2008 y los EE. UU. en septiembre de 2008. Un Paseo Principal en Europa y el Reino Unido se reservaron para noviembre y diciembre de 2008 con el apoyo de I Am Ghost y el regalo del diablo. 
Al finalizar la gira europea de 2008 Frank Shooflar, el miembro fundador y compositor principal dio por terminada para seguir su carrera como productor discográfico y compositor. Su nombre es productor de aves Wazo. 
En mayo de 2009 la banda gira por Japón con Maximum the hormone y Bring Me The Horizon. En septiembre de 2009 la banda se embarcó en un tour de Australia, esto incluyó una parada en Hobart, Tasmania, - un lugar que no jugó por muchas bandas entre Canadá y Estados Unidos. En octubre, la banda tocó en el famoso Fuerte Festival Park en Makuhari Messe Hall de Chiba, Japón, con Megadeth, Judas Priest y Pantera acero para nombrar unos pocos. 
Más adelante en el año, la banda anunció su relación con Century Media Records había llegado a un extremo de mutuo acuerdo. 
En el verano de 2010, la banda participó en el "Scream The Prayer" con Maylene y los hijos de los Desastres, por hoy, un motivo para la purga, la moral de color, y varios otros. Sin embargo, tuvieron que cortar la breve gira por problemas de autobús y el paso de la abuela de Tyler. Tuvieron su último concierto de la gira en el festival Rock Cristiano Heavenfest. 
En 2010, Casey Jones y Krueger Rex dejó la banda. 'Ryder' Sam Robinson (de la mañana siguiente) tocaba la guitarra rítmica en la gira europea de la banda. Este viaje se realizó sin un teclista. 
2011 verá las bandas se publicará nuevo álbum en todo el mundo en una etiqueta aún desconocido. Un recorrido por todo el mundo se espera junto con la banda de Countrycore melódico Give me your bullets I will give you the paja.

## Integrantes

### Actuales Miembros
- Sean Maier - guitarra líder
- Tyler Hoare - bajo, coros
- Sam Ryder - voz, guitarra rítmica
- Ian Slater - batería, teclados, coros

### Exmiembros
- Tony Gambino - voz
- Casey Jones - guitarra rítmica
- Simon Foxx - teclados, guitarra adicional
- Robbie Hart - guitarra rítmica
- Jon Cline - voz
- Matt Kirk - voz
- Hugh Charron - voz
- Frank "Da Bird" - batería

## Discografía
2004 	All Is Fair In Love and War 	*Blood & Ink Records
```
  1. "Action" - 1:26
  2. "Another Day, Another War" - 3:47
  3. "That Knife Ain't For Butter" - 3:23
  4. "The Devil Is the Don" - 4:15
  5. "Sawing My Head Off" - 4:55
  6. "Mic Skillz" - 3:14
  7. "Somekind Of Wonderful" - 4:44
  8. "OMG!" - 3:47
  9. "Courting Mary" - 18:09
```

2008 	Pedal To The Metal 	*Century Media Records
```
  1. "Intro" - 1:55
  2. "She Wolf" - 5:53
  3. "Show Me What You Got" - 4:18
  4. "Move Your Body" - 3:32
  5. "She Is Dangerous" - 3:51
  6. "To Be Young" - 4:16
  7. "Doin' It" - 3:34
  8. "Blood On Your Hands" - 4:41
  9. "Don't Stop" - 3:45
 10. "Carry On" - 4:56
 11. "Ride Into The Night" - 4:01
```

2012 Feel The Power          *Tooth & Nail Records
```
  01. Deathwish 
  02. Shut Up and Rock 
  03. Love Nightmare 
  04. Forever
  05. Thunder Dome 
  06. Holdin' Back for Nothin' 
  07. I've Got You 
  08. Rockin' All Night 
  09. Scream It Like You Mean It 
  10. Skate or Die
  11. Innocent Blood 
  12. Sleepless Nights
```